# Hilde Eisl

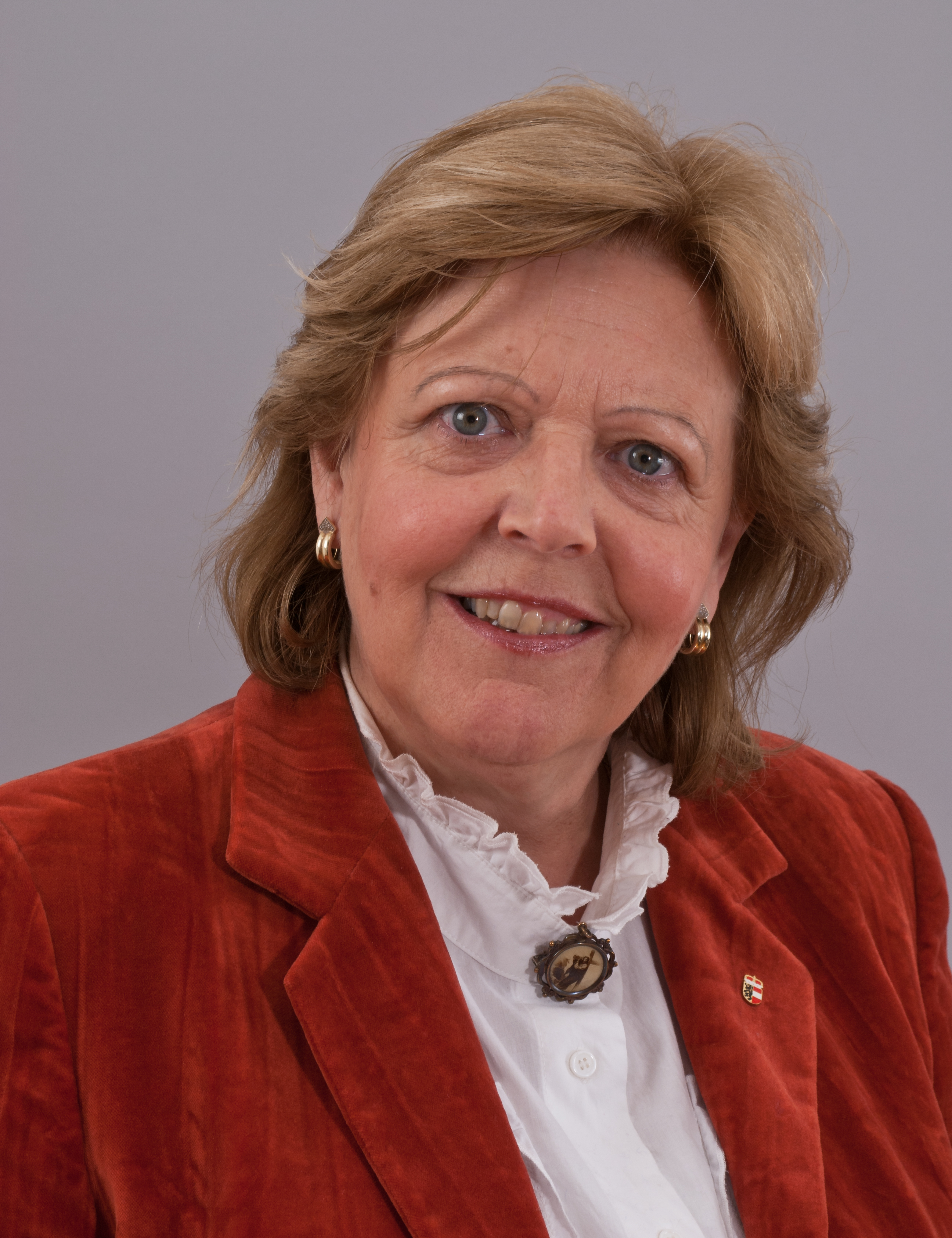
Hilde Eisl (2012)

Hilde Eisl (* 1955) ist eine österreichische Politikerin (SPÖ) und Juristin. Eisl war von 2004 bis 2013 Abgeordnete zum Salzburger Landtag.
Eisl absolvierte eine Ausbildung als Kundenberaterin im Bankwesen und studierte im zweiten Bildungsweg Rechtswissenschaften. Sie ist juristische Beraterin für Soziales, Wohn- und Mietrecht sowie Abteilungsleiterin. Eisl war ab dem 28. April 2004 Abgeordnete zum Salzburger Landtag und Bereichssprecherin für Umwelt, Naturschutz, Tierschutz und Senioren. Zudem ist Eisl seit 2007 Vizebürgermeisterin in Henndorf am Wallersee und stellvertretende Bezirksvorsitzende der SPÖ Flachgau. 
Eisl ist verheiratet und Mutter zweier Kinder. 